# Daniela Thomas
Daniela Thomas, nata Daniela Gontijo Alves Pinto (Rio de Janeiro, 1º maggio 1959), è una regista, drammaturga e sceneggiatrice brasiliana.

## Biografia
Figlia di Ziraldo, all'inizio è stata scenografa, per poi passare alle sceneggiature di film, alla drammaturgia e alle regie cinematografiche e teatrali. 
Collaboratrice assidua di Walter Salles a partire dal 1996, ha diretto insieme a lui i lungometraggi Terra Estrangeira e Linha de passe; quest'ultimo, presentato in concorso alla mostra del cinema di Cannes, ha fatto vincere il premio di miglior attrice alla protagonista Sandra Corveloni. Il suo primo film come unica regista, Vazante (2017), è stato invece presentato alla 67ª edizione del Festival internazionale del cinema di Berlino nella sezione Panorama.
Nel 1998 si è cimentata per la prima volta nella regia teatrale, allestendo Il gabbiano di Anton Čechov, con Fernanda Montenegro protagonista.
Nel 2016 è stata uno dei direttori artistici alla cerimonia d'apertura dei Giochi Olimpici di Rio.